# Estnische Fußballmeisterschaft 1921
Die Estnische Fußballmeisterschaft wurde 1921 zum ersten Mal als höchste estnische Fußball-Spielklasse der Herren ausgespielt. Die Meisterschaft, die im K.-o.-System zwischen vier Vereinen ausgespielt wurde, gewann der SK Tallinna Sport. Ausgetragen wurden die Spiele im Tiigiveski jalgpalliväljak von Tallinn.

## Halbfinale
Ausgetragen wurden die Begegnungen am 25. September und 2. Oktober 1921. Das Wiederholungsspiel fand am 9. Oktober 1921 statt.
|                   | Ergebnis |                   |
| ----------------- | -------- | ----------------- |
| Tallinna JK       | 6:1      | KS Võitleja Narva |
| SK Tallinna Sport | 1:1      | JK Tallinna Kalev |

Wiederholungsspiel
|                   | Ergebnis |                   |
| ----------------- | -------- | ----------------- |
| SK Tallinna Sport | 3:0      | JK Tallinna Kalev |

## Finale
| SK Tallinna Sport                                        | SK Tallinna Sport | Tallinna JK | Tallinna JK |
| -------------------------------------------------------- | --- | --- | ----------- |
| SK Tallinna Sport                                        | \| Finale \| \| 13. Oktober 1921 in Tallinn (Tiigiveski jalgpalliväljak) \| \| Ergebnis: 5:3 (1:1) \| \| Schiedsrichter: Alexander McKibbin \|                                                                                                 | \| Finale \| \| 13. Oktober 1921 in Tallinn (Tiigiveski jalgpalliväljak) \| \| Ergebnis: 5:3 (1:1) \| \| Schiedsrichter: Alexander McKibbin \|                                                                                      | Tallinna JK |
| SK Tallinna Sport                                        | Sergei Javorsky, Johannes Kichlefeldt, Oskar Kirpson, Elmar Klaos, Erich Kokamägi, Arnold Kuulman, Eduard Maurer, Heinrich Paal, Rudolf Paal, Bernhard Rein, Heinrich Roost, Vladimir Tell, Oskar Üpraus Cheftrainer: Verner Eklöf ( Finnland) | Adolf Anier, Johannes Ellip, P. Hermann, Richard Jaanson, Eduard Jõepere, Voldemar Luik, Voldemar Õun, Raimond Põder, Emil Reinans, Gustav Sepp, August Silber, Otto Silber, Artur Sälg, Sergei Vahrušov Cheftrainer: Jüri Lossmann | Tallinna JK |
| SK Tallinna Sport                                        | 1:0 Heinrich Paal (10.) 2:2 Vladimir Tell (63.) 3:2 Heinrich Paal (70.) 4:3 Oskar Üpraus (??.) 5:3 nicht bekannt | 1:1 Eduard Jõepere (16.) 1:2 Raimond Põder (53.) 3:3 Otto Silber (72.) | Tallinna JK |
| Finale                                                   | | |             |
| 13. Oktober 1921 in Tallinn (Tiigiveski jalgpalliväljak) | | |             |
| Ergebnis: 5:3 (1:1)                                      | | |             |
| Schiedsrichter: Alexander McKibbin                       | | |             |

- Aufgelistet sind alle Spieler die mindestens einmal im Turnierverlauf sowie im Endspiel zum Einsatz kamen.[1]